# Важ-Пашня
Важ-Пашня — деревня в Кудымкарском районе Пермского края. Входила в состав Белоевского сельского поселения. Располагается на реке Куве северо-западнее от города Кудымкара. Расстояние до районного центра составляет 38 км. По данным Всероссийской переписи населения 2010 года, в деревне проживало 82 человека (41 мужчина и 41 женщина).

## История
По данным на 1 июля 1963 года, в деревне проживало 168 человек. Населённый пункт входил в состав Кувинского сельсовета.